# Scott Gomez
Scott Carlos Gomez (* 23. Dezember 1979 in Anchorage, Alaska) ist ein ehemaliger US-amerikanischer Eishockeyspieler und derzeitiger -trainer, der während seiner aktiven Karriere zwischen 1999 und 2016 unter anderem 1228 Spiele für die New Jersey Devils, New York Rangers, Montréal Canadiens, San Jose Sharks, Florida Panthers, St. Louis Blues und Ottawa Senators in der National Hockey League auf der Position des Centers bestritten hat. Sein Vater ist mexikanisch-amerikanischer und seine Mutter kolumbianisch-amerikanischer Abstammung. Von 2017 bis 2019 war er als Assistenztrainer der New York Islanders in der NHL tätig.

## Karriere
Gomez spielte während seiner Juniorenzeit in der Western Hockey League bei den Tri-City Americans. Er wurde beim NHL Entry Draft 1998 in der ersten Runde als 27. von den New Jersey Devils ausgewählt. Damit war er der erste Latino, der je in der NHL gedraftet worden ist und er wurde auch der erste Latino, der in der NHL spielte. Er blieb noch ein weiteres Jahr in Tri-City und spielte 1998 und 1999 für die U20-Junioren-Nationalmannschaft der Vereinigten Staaten.
Ab der Saison 1999/2000 spielte Gomez in der NHL für die New Jersey Devils und beeindruckte die Liga in seiner ersten Saison mit 70 Punkten in 82 Spielen, ein Wert den bisher noch kein Rookie bei den Devils erreicht hatte. Als bester Rookie der Saison gewann er die Calder Memorial Trophy und wurde gemeinsam mit Simon Gagné und Mike York ins NHL All-Rookie Team gewählt. Mit dieser hervorragenden Leistung hatte er auch seinen Anteil am Gewinn des Stanley Cups. Gomez blieb auf hohem Niveau, tat sich aber schwer an die Leistungen in seiner Rookiesaison anzuschließen. In der Saison 2002/03 gewann er mit den Devils seinen zweiten Stanley Cup. Die 70 Punkte aus seiner ersten Saison erreichte er erst wieder in der Saison 2003/04. Die Streiksaison 2004/05 verbrachte er bei den Alaska Aces in der ECHL, wo er als Topscorer zum wertvollsten Spieler der Liga gewählt wurde.
Zur Saison 2005/06 kehrte er stark zurück und spielte seine beste Saison, in der er 84 Scorerpunkte erzielte. In der regulären Saison 2006/07 konnte er nicht an die Leistung des Vorjahres anknüpfen, doch in den Playoffs war er der beste Spieler seines Teams mit 14 Punkten in elf Spielen. Im Sommer 2007 unterschrieb er einen Vertrag bei den New York Rangers, das Gehalt für die Saison 2007/08 betrug zehn Millionen US-Dollar. Dort erspielte er sich sofort einen Stammplatz und schoss in der Saison 2007/08 in 81 Spielen 16 Tore, gab 54 Torvorlagen und erreichte 70 Punkte. Auch ein Jahr später war er einer der besten Scorer der Rangers. Am 30. Juni 2009 wurde er zu den Canadiens de Montréal transferiert. Nach Beendigung des NHL-Lockouts im Januar 2013 unterzeichnete Gomez einen Kontrakt bei den San Jose Sharks.
Für die Saison 2013/14 wurde der US-Amerikaner von den Florida Panthers verpflichtet, die seinen Vertrag darüber hinaus nicht verlängerten. Im Dezember 2014 kehrte er zu den New Jersey Devils zurück und unterschrieb dort einen Einjahresvertrag. Während der Saison 2014/15 absolvierte Gomez das 1000. Spiel seiner NHL-Laufbahn. Im Oktober 2015 wurde bekannt, dass die St. Louis Blues den Angreifer für die Spielzeit 2015/16 verpflichtet haben, nachdem er zuvor an deren Saisonvorbereitung teilgenommen hatte. Gomez absolvierte in der Folge 21 Spiele für die Blues, erhielt jedoch zunehmend weniger Eiszeit, als die verletzten Kyle Brodziak und Patrik Berglund zurückkehrten. Schließlich wurde sein Vertrag Ende Dezember 2015 aufgelöst.
Im Januar 2016 schloss sich Gomez probeweise (professional tryout contract) den Hershey Bears aus der American Hockey League an. Der Probevertrag wurde Anfang März in gegenseitigem Einverständnis aufgelöst. Nur wenige Tage später gaben die Ottawa Senators bekannt, Gomez bis zum Ende der Saison unter Vertrag genommen zu haben. Anschließend beendete Gomez seine aktive Karriere.
Nach einem Jahr abseits des Eises wurde er im Mai 2017 als neuer Assistenztrainer von Doug Weight bei den New York Islanders vorgestellt. In dieser Funktion war er bis zum Ende der Saison 2018/19 tätig.

### International
Mit der Nationalmannschaft der USA spielte er bei der Weltmeisterschaft 2004 sowie den Olympischen Winterspielen 2006 in Turin.

## Erfolge und Auszeichnungen
| - 1997 Fred-Page-Cup-Gewinn mit den South Surrey Eagles - 1997 BCHL Coastal Division Rookie of the Year - 1997 BCHL All-Rookie Team - 1999 WHL West First All-Star Team - 1999 NHL-Rookie des Monats November - 2000 NHL All-Rookie Team - 2000 Calder Memorial Trophy - 2000 Teilnahme am NHL All-Star Game | - 2000 Stanley-Cup-Gewinn mit den New Jersey Devils - 2003 Stanley-Cup-Gewinn mit den New Jersey Devils - 2004 NHL-Offensivspieler des Monats März - 2005 ECHL Most Valuable Player - 2005 ECHL Leading Scorer - 2005 ECHL First All-Star Team - 2008 Teilnahme am NHL All-Star Game - 2008 Victoria-Cup-Gewinn mit den New York Rangers |

### International
- 1999 Bester Vorlagengeber der U20-Junioren-Weltmeisterschaft (gemeinsam mit Tomáš Divíšek und Brenden Morrow)

## Rekorde
- 70 Punkte als Rookie für die New Jersey Devils (19 Tore und 51 Vorlagen; NHL 1999/2000)

## Karrierestatistik

### International
Vertrat die USA bei:
- U20-Junioren-Weltmeisterschaft 1998
- U20-Junioren-Weltmeisterschaft 1999
- World Cup of Hockey 2004
- Olympischen Winterspielen 2006

(Legende zur Spielerstatistik: Sp oder GP = absolvierte Spiele; T oder G = erzielte Tore; V oder A = erzielte Assists; Pkt oder Pts = erzielte Scorerpunkte; SM oder PIM = erhaltene Strafminuten; +/− = Plus/Minus-Bilanz; PP = erzielte Überzahltore; SH = erzielte Unterzahltore; GW = erzielte Siegtore; 1 Play-downs/Relegation; Kursiv: Statistik nicht vollständig)